# Mieczysław Baryłko
Mieczysław Baryłko (ur. 29 lipca 1923 w Siedlcach, zm. 19 grudnia 2002 w Sopocie) – polski malarz, wieloletni wykładowca Państwowej Wyższej Szkoły Sztuk Plastycznych w Gdańsku (obecnie: Akademia Sztuk Pięknych w Gdańsku), prezes (1956–1958 i 1968–1969) Gdańskiego Okręgu Związku Polskich Artystów Plastyków i członek Zarządu Głównego ZPAP. 

## Życiorys
Do 1939 uczęszczał do Gimnazjum im. Mikołaja Reja w Warszawie.
Podczas okupacji niemieckiej uczęszczał do warszawskiej Państwowej Wyższej Szkoły Budowy Maszyn i Elektrotechniki im. H. Wawelberga i S. Rotwanda, aresztowany przez Gestapo w 1943, więziony na Pawiaku, później osadzony w obozach koncentracyjnych Auschwitz, Groß-Rosen i Flossenburg.
Po wyzwolnieniu osiadł w Elblągu, pracował w Fabryce Wyrobów Metalowych. Od 1946 mieszkał w Gdańsku, od 1947 w Sopocie. Studiował malarstwo w PWSSP w Sopocie (1946–1951), w pracowni Artura Nachta-Samborskiego. W latach 1955–1971 był pracownikiem dydaktycznym sopockiej, od 1954 gdańskiej PWSSP na Wydziale Malarstwa, początkowo w Pracowni Malarstwa Architektonicznego, następnie w Pracowni Rysunku Wieczornego. Uczestniczył w pracach malarskich w ramach rekonstrukcji fasad kamienic przy ul. Długiej i Długim Targu w Gdańsku. W latach 1956–1958 i 1968–1969 prezes Gdańskiego Okręgu Związku Polskich Artystów Plastyków (ZPAP) i członek Głównego Zarządu ZPAP.
Od 1950 mąż Eleonory z domu Jagaciak (1925–2016), malarki, graficzki, pedagoga.
Pochowany na cmentarzu komunalnym w Sopocie (kwatera N10-5-5).

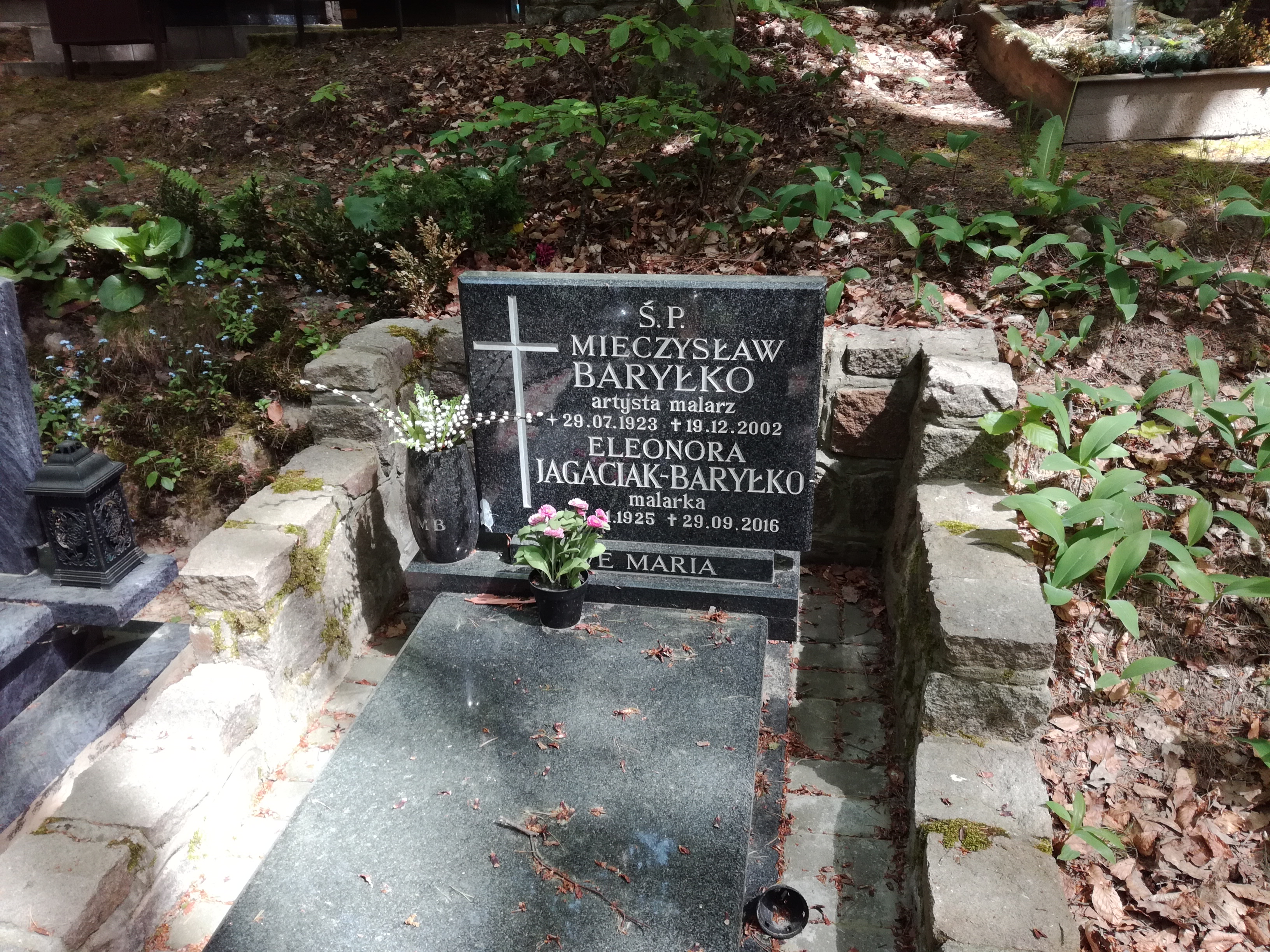
Grób Mieczysława Baryłki na cmentarzu komunalnym w Sopocie

## Twórczość
Twórczość Mieczysława Baryłko wykazuje wpływ tradycji kolorystycznej i realistycznej w malarstwie polskim. Artysta należał do „Grupy realistów” i podejmował klasyczne tematy w sztuce: martwej natury, portretu, pejzażu, religijne, symboliczne i historyczne. Baryłko należał do PPS w latach 1945–1948 i do PZPR od 1948 roku. Ważnym dziełem w jego twórczości był obraz Prawda zwycięży z 1972 roku, będący nawiązaniem do politycznej sytuacji w PRL i rodzajem manifestu Baryłko.
Jego prace znajdują się w zbiorach Muzeum Narodowego w Warszawie, Muzeum Narodowego w Gdańsku i Muzeum Narodowego w Szczecinie oraz w Muzeum Historycznym Miasta Gdańska, Galerii Drezdeńskiej, oraz w kolekcjach prywatnych.

## Odznaczenia i nagrody
Odznaczony m.in. Krzyżem Kawalerskim Orderu Odrodzenia Polski, Złotym Krzyżem Zasługi, odznaką „Zasłużony Działacz Kultury”, odznaką „Za Zasługi dla Gdańska”. W 1964 i 1970 otrzymał Nagrodę Rektora.